# PotatoEurope
PotatoEurope, ou « Journées européennes de la pomme de terre », est une manifestation professionnelle annuelle du secteur européen de la pomme de terre, de la production à la transformation. 
Elle se déroule chaque année depuis 2005, alternativement, dans l'un des quatre pays organisateurs, Allemagne, Belgique, France et Pays-Bas.
Les organisateurs  sont pour l'Allemagne, la Deutsche Landwirtschafts-Gesellschaft (DLG, Société agricole allemande) et l'Union der Deutschen Kartoffelwirtschaft (Unika, Union de l'industrie allemande de la pomme de terre), pour la Belgique, la Fédération belge de l'équipement pour l'agriculture, l'horticulture, l'élevage et le jardin (Fedagrim) ), pour la France, Arvalis - Institut du végétal et pour les Pays-Bas, Agricultural Promotion Projects (APP) et Europoint B.V. (organisateur de congrès).
Cette exposition présente une exposition de matériel et de stands divers, des démonstrations de machines au champ, et est accompagnée d'un congrès international sur la pomme de terre. Les groupes cibles de ces journées sont tous les professionnels de la filière de la pomme de terre en Europe, notamment agriculteurs, équipementiers, consultants, transformateurs, conditionneurs et distributeurs.

## Manifestations annuelles depuis 2006
- 2006 à Bockerode, Springe-Mittelrode, près de Hanovre (Basse-Saxe) en Allemagne)
- 2007 à Kain près de Tournai (province de Hainaut) en Belgique
- 2008 à Villers-Saint-Christophe (Aisne) France
- 2009 à Emmeloord (Flevoland) aux Pays-Bas
- 2010 à Bockerode (Allemagne)
- 2011 à Kain près de Tournai, organisateur : Fedagrim
- 2012 à Villers-Saint-Christophe, organisateur : Arvalis Institut du vegetal
- 2013 à Emmeloord (Flevoland) aux Pays-Bas, organisateur : DLG Benelux
- 2014 à Bockerode, Springe-Mittelrode, près de Hanovre (Basse-Saxe) en Allemagne, organisateur : DLG e.V.  (Deutsche Landwirtschafts Gesellschaft)

Lors de la manifestation PotatoEurope de 2008 en France, qui a réuni 200 exposants, environ 10 000 visiteurs ont été enregistrés, dont un tiers venant de pays étrangers.
Prochaines manifestations. :
- 2015 à Kain près de Tournai, organisateur : Fedagrim
- 2016 (France), organisateur : Arvalis
- 2017 (Pays-Bas), organisateur : DLG Benelux